# Howard Tangye
Howard Tangye, est un artiste pictural, illustrateur de mode et professeur de dessin de mode à Central Saint Martins College of Art and Design.

## Biographie
Howard Tangye nait en Australie et grandit à Magnetic Island. Rejoignant l'Europe, Il est élève à Central Saint Martins, puis diplômé au milieu des années 1970 ; à la suite de quoi il poursuit ses études à Parsons aux États-Unis.
Il intègre Central Saint Martins comme enseignant à l'âge de 45 ans et y reste trois décennies. Durant sa carrière, il forme John Galliano, Alexander McQueen, Phoebe Philo, Christopher Kane (en), Hussein Chalayan, Richard Nicoll (en), Zac Posen, ou Stella McCartney,,. Certains de ses élèves deviennent, au cours de leur apprentissage, le sujet de ses dessins. « La difficulté pour le professeur sera de respecter les goûts de son élève, de le comprendre et d’essayer d’en tirer le meilleur. » Ce qu'à quoi semble répondre John Galliano lorsqu'il affirme qu'Howard Tangye « est l'illustrateur et l'enseignant le plus inspirant de sa génération. »
En 2012, il fait don de cinquante-six dessins au Victoria & Albert Museum de Londres. L'année suivante est publié une première rétrospective de ses trente années de carrière, avec la publication d'un ouvrage, financé par l’intermédiaire de Kickstarter,, contenant des portraits réalisés à l'encre de Chine, pastels, ou aquarelle. La Hus Gallery (es) lui consacre une exposition